# Nieuwermolen
De Nieuwermolen is een watermolen in de tot de Vlaams-Brabantse gemeente Dilbeek behorende plaats Sint-Ulriks-Kapelle, gelegen aan de Bruggeveldstraat 28.
Deze bovenslagmolen op de Nieuwermolenbeek fungeerde als korenmolen.

## Geschiedenis
Deze watermolen behoort bij het Kasteel Nieuwermolen en al in 1356 werd melding gemaakt van een watermolen op deze plaats. Tijdens de godsdienstoorlogen werden kasteel en watermolen verwoest en in 1588 werd de watermolen hersteld. De huidige bakstenen molengebouwen zijn van het begin van de 19e eeuw.
In de jaren '30 van de 20e eeuw werd het molenbedrijf beëindigd en uiteindelijk werd het bovenslagrad verwijderd. De molen raakte sindsdien in verval.